# A magyar labdarúgó-válogatott 2018. október 15-i mérkőzése
A magyar labdarúgó-válogatott negyedik Nemzetek Ligája mérkőzése a 2018–2019-es UEFA Nemzetek Ligája kiírásban 2018. október 15-én, Észtországban, Tallinnban, az A. Le Coq Arénában, az ellenfél Észtország válogatottja. Ez volt a magyar labdarúgó-válogatott 931. hivatalos mérkőzése és a két válogatott egymás elleni 5. összecsapása. Az összecsapás 3–3-s döntetlennel ért véget.

## Előzmények
A magyar férfi A-válogatott Észtország ellen játssza negyedik Nemzetek Ligája mérkőzését a C liga 2. csoportjában.
Legutóbb a két ország nemzeti tizenegye 2013. szeptember 10-én, Budapesten, a Puskás Ferenc Stadionban, 10.000 néző előtt találkozott egymással a 2014-es világbajnokság selejtezőjének keretében, mely összecsapást a magyarok nyerték meg 5–1-re.
Az eddigi összesen 4 találkozón 3 magyar és 1 észt győzelem született. A gólarány 11–2 a magyarok javára.

### Mérkőzés előtti nyilatkozatok
Ugyanúgy tekintünk erre a mérkőzésre is, mint a korábbiakra. Szeretnénk jó eredményt elérni, és megmutatni, hogy ismét sikerült előrelépnünk. Az eddigiekben meccsről meccsre fejlődtünk, minden mérkőzésünkön láttam az előrelépést a csapatjátékban. A játékosoknak éppen ma reggel mondtam, hogy még csak tizennégy napot töltöttünk együtt, ennek ellenére nagyon sok előrelépés történt taktikai szempontból a játékunkban. Pontszámban sajnos nem tartunk ott, ahol szerettünk volna, ezért szeretnénk most ebben is javítani. Tiszteljük az észt válogatottat, tudjuk jól, hogy mik az erősségei. Ellenfelünket jó játékosok alkotják, az észt csapat nem érdemelte meg, hogy minden pontot elveszítsen, hiszen a görögöknek és a finneknek is nagyon nehéz dolguk volt ellenük. Arra számítunk, hogy nekünk is meg kell küzdenünk a jó eredmény eléréséhez. Alázatosan kell játszanunk a holnapi mérkőzésen, azon leszünk, hogy megnyerjük a találkozót. Willi Orban remek teljesítményt nyújtott Athénban, minőségi javulást hozott a mieink védelmében, még akkor is, ha hibázott a görög gól előtt. Az eltiltott Fiola Attila kiesése azért nem okoz problémát, mert a keret összeállításánál a stáb gondolt arra az eshetőségre, ha valaki kiesik, és felkészült a pótlásra. Az észtek elleni kezdőcsapat a regenerációtól is függ, a legjobb állapotban lévő labdarúgókat fogom jelölni az együttesbe. Várhatóan három-négy poszton lesz változás az athéni kezdőcsapathoz képest. Szalai Ádám példaértékű munkát végzett az előző három összetartáson, rengeteget dolgozik, nagyot küzd minden mérkőzésen, és ezzel nagyszerű példát mutat a fiataloknak. Emellett odafigyel a csapattársakra, motiválja a többieket, és igazi csapatkapitányként viselkedik a pályán kívül is.
Nem érzek nyomást. Nem úgy jöttek ugyan össze eddig a dolgok, ahogy reméltük, de minden egy varázsütésre megváltozhat, bízom benne, hogy tudunk javítani. Ellenfelünk elsősorban csapatként nagyon erős. Nincsenek ugyan világklasszis játékosai, de többen is magas színvonalat képviselnek, közülük kiemelném a Bundesligában szereplő Sallai Rolandot, aki nagyon tehetséges, őt tekintjük a magyar együttes legveszélyesebb játékosának.
A pénteki mérkőzés után le volt törve a csapat, úgy éreztük, jól játszottunk, és egy döntetlent minimum megérdemeltünk volna. Túl kellett azonban lépnünk ezen, mert újabb fontos meccs következik, és nagy szükségünk van a három pontra. Most már csak az észtek elleni mérkőzésre koncentrálunk, mindenképpen meg kell szereznünk a három pontot hétfőn.
Ugyan nem szereztünk még gólt a Nemzetek Ligájában, de nincs okunk szégyenkezni, hiszen mindhárom alkalommal minimális különbségű vereséget szenvedtünk. Legutóbb Finnország ellen hetven percig teljesen egyenrangú felek voltunk, jól játszottunk, csak az utolsó húsz percre fogyott el az erőnk. Nagyon vágyunk az első pontszerzésünkre vagy győzelmünkre, hétfőn talán összejön.

## Helyszín
A találkozót Tallinnban az A. Le Coq Arénában rendezik meg, mely az észt labdarúgó-válogatott mellett a tallinni FC Flora labdarúgócsapat otthonául is szolgál. 2001. június 2-án adták át. Befogadóképessége 14.405 fő.

## Örökmérleg a mérkőzés előtt
| Magyarország |           | Észtország |
| ------------ | --------- | ---------- |
| 3            | Győzelem  | 1          |
| 0            | Döntetlen | 0          |
| 11           | Gólok     | 2          |
| 6/8          | Pontok    | 2/8        |
| 75,0%        | %         | 25,0%      |

A táblázatban a győzelemért 2 pontot számoltunk el.

## Tabella a mérkőzés előtt
A C liga 2. csoport állása a forduló előtt
| Csapat       | M | Gy | D | V | G+ | G– | Gk | P |
| ------------ | - | -- | - | - | -- | -- | -- | - |
| Finnország   | 3 | 3  | 0 | 0 | 3  | 0  | +3 | 9 |
| Görögország  | 3 | 2  | 0 | 1 | 3  | 2  | +1 | 6 |
| Magyarország | 3 | 1  | 0 | 2 | 2  | 3  | –1 | 3 |
| Észtország   | 3 | 0  | 0 | 3 | 0  | 3  | –3 | 0 |

      Feljut a 2020–2021-es B ligába
      Lehetséges kieső a 2020–2021-es D ligába
      Kiesik a 2020–2021-es D ligába
Sorrend meghatározása: pontazonosság esetén a csoporton belül az alábbi sorrendben határozzák meg a sorrendet: 1. az egymás elleni eredmények (1a. pont, 1b. gólkülönbség, 1c. szerzett gól, 1d. idegenben szerzett gól), 2. a gólkülönbség (2a. összesített gólkülönbség, 2b. összes szerzett gól, 2c. összes idegenbeli szerzett gól), 3. a győzelmek száma (3a. az összes győzelem, 3b. az idegenbeli győzelmek száma), 4. a fair play versengés, illetve az 5. UEFA-koefficiens.
Feljutás: A B-, a C- és a D-liga négy csoportelsője egy osztállyal feljebb lép;
Kiesés: Az A-, a B- és a C-liga négy csoportutolsója egy osztállyal lejjebb folytatja (pontosabban: a C-ligából – az eltérő létszámú csoportok miatt – a három négyes csoport utolsó helyezettje mellett a négy csoportharmadik egyike, a legkevesebb pontot szerző válogatott esik ki);
Az A-liga négy csoportelsője bejut a Nemzetek Ligája négyes döntőjébe, amelyet 2019 júniusában rendeznek meg;
Mindegyik ligából négy válogatott jogot szerez a 2020-as Európa-bajnokság 2020. tavaszi pótselejtezőjében való részvételre; a jog alapvetően a 16 csoportelsőt illeti meg, ám ha ők időközben sikerrel teljesítik az Eb-selejtezőt (2019), a pótselejtező helyeit az addigi NL-teljesítmény alapján feltöltik, lehetőleg ligákon belül.

## Keretek
2018. október 1-jén Marco Rossi a következő két idegenbeli Nemzetek Ligája-mérkőzés előtt – melyeket a görögök és az észtek ellen vívja meg a magyar labdarúgó-válogatott – kihirdette 26 fős keretét, melybe ezúttal Willi Orban, Holender Filip és Baráth Botond is meghívót kapott. A Nemzetek Ligája harmadik és negyedik játéknapjára készülő csapatnak ezúttal tagja lesz Gyurcsó Ádám, Nagy Dominik, valamint Németh Krisztián is. Nagy Dominik júniusban ugyan kerettag volt, de sérülés miatt végül nem csatlakozott a csapathoz, legutóbb tehát – Gyurcsóhoz hasonlóan – 2017 júniusában lépett pályára a válogatottban. Németh Krisztián legutóbb idén márciusban, Kazahsztán ellen játszott a nemzeti csapatban, és akkor gólt is szerzett.
Ezúttal egy kicsit bővebb keretet állítottam össze, hiszen mindkét mérkőzésünket idegenben játsszuk, így gondolnom kellett arra, hogy az első mérkőzésen akár sérülés is előfordulhat, vagy valaki sárga lapok miatt nem léphet pályára Észtországban. A nagyobb keretnek köszönhetően ilyen esetben nem a két meccs között kell az esetleges pótlásról gondoskodnunk. A kerettagok kiválasztásakor ezúttal is a fizikai állapot, az edzettség, illetve a szezonban eddig lejátszott meccsek száma volt az elsőszámú szempont, vagyis a nagyjából ötven folyamatosan figyelt játékosból a legjobb állapotban lévők kaptak meghívót.
| Észtország                       | Észtország                       | Észtország                       | Észtország                       | Észtország                       | Észtország                       | Észtország                 | Észtország  |
| Poszt                            | Név                              | Születési idő és életkor         | Vál.                             | Gól                              | Klub                             | Utolsó válogatottság       | Értéke      |
| -------------------------------- | -------------------------------- | -------------------------------- | -------------------------------- | -------------------------------- | -------------------------------- | -------------------------- | ----------- |
| K                                | Mihkel Aksalu                    | 1984. november 7. (33 évesen)    | 41                               | 0                                | Seinäjoen JK                     | 2018. 10. 12., Finnország  | 250.000 €   |
| K                                | Marko Meerits                    | 1992. április 26. (26 évesen)    | 11                               | 0                                | Vaasan Palloseura                | 2018. 03. 27., Grúzia      | 200.000 €   |
| K                                | Sergei Lepmets                   | 1987. április 5. (31 évesen)     | 1                                | 0                                | Levadia Tallinn                  | 2018. 05. 30., Litvánia    | 250.000 €   |
| V                                | Taijo Teniste                    | 1988. január 31. (30 évesen)     | 66                               | 0                                | SK Brann                         | 2018. 10. 12., Finnország  | 400.000 €   |
| V                                | Gert Kams                        | 1985. május 25. (33 évesen)      | 52                               | 2                                | Flora                            | 2018. 09. 08., Görögország | 225.000 €   |
| V                                | Karol Mets                       | 1993. május 16. (25 évesen)      | 50                               | 0                                | NAC Breda                        | 2018. 10. 12., Finnország  | 500.000 €   |
| V                                | Ken Kallaste                     | 1988. augusztus 31. (30 évesen)  | 39                               | 0                                | Korona Kielce                    | 2018. 10. 12., Finnország  | 350.000 €   |
| V                                | Nikita Baranov                   | 1992. augusztus 19. (26 évesen)  | 30                               | 0                                | CFR Cluj                         | 2018. 10. 12., Finnország  | 300.000 €   |
| V                                | Artur Pikk                       | 1993. március 5. (25 évesen)     | 27                               | 1                                | Miedź Legnica                    | 2018. 09. 08., Görögország | 375.000 €   |
| V                                | Joonas Tamm                      | 1992. február 2. (26 évesen)     | 23                               | 3                                | Sarpsborg 08 FF                  | 2018. 10. 12., Finnország  | 400.000 €   |
| V                                | Madis Vihmann                    | 1995. október 5. (23 évesen)     | 11                               | 0                                | Flora                            | 2018. 09. 08., Görögország | 275.000 €   |
| V                                | Marek Kaljumäe                   | 1991. február 18. (27 évesen)    | 5                                | 0                                | Palloseura Kemi Kings            | 2018. 10. 12., Finnország  | 150.000 €   |
| KP                               | Konstantin Vassiljev             | 1984. augusztus 16. (34 évesen)  | 106                              | 23                               | Piast Gliwice                    | 2018. 10. 12., Finnország  | 350.000 €   |
| KP                               | Sander Puri                      | 1988. május 7. (30 évesen)       | 73                               | 4                                | Waterford                        | 2018. 10. 12., Finnország  | 125.000 €   |
| KP                               | Ilja Antonov                     | 1992. december 5. (25 évesen)    | 43                               | 2                                | Hermannstadt                     | 2018. 09. 11., Finnország  | 350.000 €   |
| KP                               | Siim Luts                        | 1989. március 12. (29 évesen)    | 37                               | 3                                | Teplice                          | 2018. 10. 12., Finnország  | 250.000 €   |
| KP                               | Artjom Dmitrijev                 | 1988. november 14. (29 évesen)   | 14                               | 0                                | Lahti                            | 2018. 10. 12., Finnország  | 300.000 €   |
| KP                               | Brent Lepistu                    | 1993. március 26. (25 évesen)    | 10                               | 0                                | Kristiansund                     | 2018. 06. 02., Lettország  | 300.000 €   |
| CS                               | Sergei Zenjov                    | 1989. április 20. (29 évesen)    | 71                               | 13                               | Cracovia                         | 2018. 10. 12., Finnország  | 600.000 €   |
| CS                               | Ats Purje                        | 1985. augusztus 3. (33 évesen)   | 66                               | 10                               | Kuopion                          | 2018. 10. 12., Finnország  | 250.000 €   |
| CS                               | Henri Anier                      | 1990. december 17. (27 évesen)   | 53                               | 11                               | Lahti                            | 2018. 09. 11., Finnország  | 250.000 €   |
| CS                               | Henrik Ojamaa                    | 1991. május 20. (27 évesen)      | 31                               | 1                                | Miedź Legnica                    | 2018. 10. 12., Finnország  | 300.000 €   |
| CS                               | Rauno Sappinen                   | 1996. január 23. (22 évesen)     | 17                               | 2                                | Den Bosch                        | 2018. 10. 12., Finnország  | 500.000 €   |
| Szövetségi kapitány: Martin Reim | Szövetségi kapitány: Martin Reim | Szövetségi kapitány: Martin Reim | Szövetségi kapitány: Martin Reim | Szövetségi kapitány: Martin Reim | Szövetségi kapitány: Martin Reim | Csapat érték               | 7.250.000 € |

| Magyarország                     | Magyarország                     | Magyarország                     | Magyarország                     | Magyarország                     | Magyarország                     | Magyarország               | Magyarország |
| Poszt                            | Név                              | Születési idő és életkor         | Vál.                             | Gól                              | Klub                             | Utolsó válogatottság       | Értéke       |
| -------------------------------- | -------------------------------- | -------------------------------- | -------------------------------- | -------------------------------- | -------------------------------- | -------------------------- | ------------ |
| K                                | Dibusz Dénes                     | 1990. november 16. (27 évesen)   | 6                                | 0                                | Ferencváros                      | 2018. 06. 09., Ausztrália  | 800.000 €    |
| K                                | Gulácsi Péter                    | 1990. május 6. (28 évesen)       | 21                               | 0                                | RB Leipzig                       | 2018. 10. 12., Görögország | 8.000.000 €  |
| K                                | Kovácsik Ádám                    | 1991. április 4. (27 évesen)     | 1                                | 0                                | MOL Vidi                         | 2017. 11. 09., Luxemburg   | 700.000 €    |
| V                                | Baráth Botond                    | 1992. április 21. (26 évesen)    | 0                                | 0                                | Budapest Honvéd                  | —                          | 350.000 €    |
| V                                | Bese Barnabás                    | 1994. május 6. (24 évesen)       | 14                               | 0                                | Le Havre                         | 2018. 10. 12., Görögország | 700.000 €    |
| V                                | Fiola Attila                     | 1990. február 17. (28 évesen)    | 27                               | 0                                | MOL Vidi                         | 2018. 10. 12., Görögország | 600.000 €    |
| V                                | Kádár Tamás                      | 1990. március 14. (28 évesen)    | 50                               | 1                                | Dinamo Kijev                     | 2018. 10. 12., Görögország | 4.000.000 €  |
| V                                | Lang Ádám                        | 1993. január 17. (25 évesen)     | 24                               | 1                                | CFR Cluj                         | 2018. 09. 11., Görögország | 1.250.000 €  |
| V                                | Lovrencsics Gergő                | 1988. szeptember 1. (30 évesen)  | 26                               | 1                                | Ferencváros                      | 2018. 09. 11., Görögország | 700.000 €    |
| V                                | Willi Orban                      | 1992. november 3. (25 évesen)    | 1                                | 0                                | RB Leipzig                       | 2018. 10. 12., Görögország | 15.000.000 € |
| V                                | Vinícius Paulo                   | 1990. február 21. (28 évesen)    | 6                                | 0                                | MOL Vidi                         | 2018. 06. 09., Ausztrália  | 900.000 €    |
| KP                               | Kalmár Zsolt                     | 1995. június 9. (23 évesen)      | 11                               | 0                                | DAC (Dunaszerdahely)             | 2018. 10. 12., Görögország | 675.000 €    |
| KP                               | Kleinheisler László              | 1994. április 8. (24 évesen)     | 20                               | 2                                | Asztana FK                       | 2018. 10. 12., Görögország | 900.000 €    |
| KP                               | Kovács István                    | 1992. március 27. (26 évesen)    | 8                                | 0                                | MOL Vidi                         | 2018. 10. 12., Görögország | 450.000 €    |
| KP                               | Nagy Ádám                        | 1995. június 17. (23 évesen)     | 26                               | 0                                | Bologna                          | 2018. 10. 12., Görögország | 2.800.000 €  |
| KP                               | Nagy Dominik                     | 1995. május 8. (23 évesen)       | 3                                | 0                                | Legia Warszawa                   | 2018. 10. 12., Görögország | 800.000 €    |
| KP                               | Nagy Gergő                       | 1993. január 7. (25 évesen)      | 0                                | 0                                | Budapest Honvéd                  | —                          | 350.000 €    |
| KP                               | Pátkai Máté                      | 1988. március 6. (30 évesen)     | 16                               | 0                                | MOL Vidi                         | 2018. 09. 11., Görögország | 800.000 €    |
| CS                               | Eppel Márton                     | 1991. november 20. (26 évesen)   | 7                                | 0                                | Kajrat Almati                    | 2018. 09. 11., Görögország | 650.000 €    |
| CS                               | Gyurcsó Ádám                     | 1991. március 6. (27 évesen)     | 18                               | 3                                | Hajduk Split                     | 2017. 06. 09., Andorra     | 1.000.000 €  |
| CS                               | Holender Filip                   | 1994. július 27. (24 évesen)     | 0                                | 0                                | Budapest Honvéd                  | —                          | 300.000 €    |
| CS                               | Németh Krisztián                 | 1989. január 5. (29 évesen)      | 35                               | 4                                | Sporting Kansas City             | 2018. 10. 12., Görögország | 750.000 €    |
| CS                               | Sallai Roland                    | 1997. május 22. (21 évesen)      | 11                               | 1                                | Freiburg                         | 2018. 10. 12., Görögország | 2.000.000 €  |
| CS                               | Szalai Ádám                      | 1987. december 9. (30 évesen)    | 49                               | 15                               | TSG Hoffenheim                   | 2018. 10. 12., Görögország | 3.000.000 €  |
| CS                               | Varga Roland                     | 1990. január 23. (28 évesen)     | 13                               | 3                                | Ferencváros                      | 2018. 10. 12., Görögország | 1.000.000 €  |
| Szövetségi kapitány: Marco Rossi | Szövetségi kapitány: Marco Rossi | Szövetségi kapitány: Marco Rossi | Szövetségi kapitány: Marco Rossi | Szövetségi kapitány: Marco Rossi | Szövetségi kapitány: Marco Rossi | Csapat érték               | 48.575.000 € |

 megjegyzés: A táblázatokban szereplő adatok a mérkőzés előtti állapotnak megfelelőek.

## A mérkőzés
| 2018. október 15., hétfő 20:45 (CES) |

| Észtország                                                                     | 3 – 3               | Magyarország                                                                 |
| ------------------------------------------------------------------------------ | ------------------- | ---------------------------------------------------------------------------- |
| Luts (1–0) 20' Pátkai (2–2) 70' Anier (3–2) 79' Anier 23' Luts 73' Baranov 82' | (1 – 1) Jegyzőkönyv | 24' (1–1) Nagy D. 54' (1–2) Szalai 81' (3–3) Szalai 74' Nagy D. 90+3' Pátkai |

| A. Le Coq Aréna, Tallinn Nézőszám: 3 043 Játékvezető: Halis Özkahya (török) Asszisztensek: Ceyhun Sesigüzel és Hakan Yemisken |

- MAGYARORSZÁG: Gulácsi — Lovrencsics G. (Bese  80'), Orbán, Kádár, Baráth — Nagy Á. — Nagy D., Kleinheisler (Pátkai  68'), Kovács, Sallai — Szalai • Szövetségi kapitány: Marco Rossi
- ÉSZTORSZÁG: Aksalu (Lepmets  43') — Teniste, Baranov, Mets, Tamm, Pikk — Luts, Antonov, Vassiljev, Ojamaa — Anier (Purje  90') • Szövetségi kapitány: Martin Reim

A hazaiak kezdték aktívabban a mérkőzést, de mezőnyfölényük kezdetben meddőnek bizonyult. A 20. percben aztán gyakorlatilag a meccs első helyzetéből vezetést Észtország: Anier ment el a bal oldalon, középreadása után Siim Luts Kádárt megelőzve lőtt közelről a léc alá; (1–0). Ezzel a magyar válogatott sorozatban nyolcadik mérkőzésén kapott gólt. Gyorsan jött az egyenlítés magyar részről: a 24. percben Szalai pöckölte tovább a labdát, amivel Nagy Dominik került helyzetbe, és estében a bal alsóba lőtt; (1–1). A góljuk után a magyarok átvették az irányítást, már ők támadtak többet, helyzetig azonban csak az első félidő ráadásában jutottak: Szalai kiugratásával Nagy Dominik léphetett ki, ziccerben leadott lövését azonban a megsérülő Aksalu helyére beálló Lepmets kapus lábbal védeni tudta. Lovrencsics könnyen védett lövése jelentette a második félidő első próbálkozását, majd az 54. percben már a vendégek vezettek: magyar szöglet után Sallai fejelte vissza a kapu elé a labdát, Szalai Ádám pedig közelről a léc alá lőtt; (1–2). A Hoffenheim csatára a kazahok elleni 3-2-es vereség, Georges Leekens debütáló mérkőzése után szerzett ismét gólt. Ezt követően nem volt benne a hazaiak játékában az egyenlítés, egy elképesztően balszerencsés szituáció után mégis gólt szereztek a hazaiak: Pikk adta volna be a labdát balról, a játékszer a becsúszó Pátkai Máté lábáról, Gulácsi felett hullott a kapuba, öngól; (2–2). Kilenc perccel később újabb észt gól tetézte a bajt: a 79. percben egy megpattanó indítás után Kádár és Gulácsi nem értette meg egymást, a ziccerbe kerülő Henri Anier pedig vezetéshez juttatta a hazaiakat; (3–2). Nem sokáig vezettek azonban a hazaiak: a 81. percben Kovács végzett el jobbról szögletet, Szalai Ádám fejese pedig a kapus kezét is érintve jutott a kapu bal oldalába; (3–3). Az utolsó percekben és a négyperces ráadásban hiába mozgósítottak nagy erőket a magyarok a győztes gól megszerzése érdekében, ez nem sikerült nekik, így az októberi válogatott napokat győzelem nélkül zárta a magyar nemzeti csapat.

### Összeállítások
| Csapatszínek | Csapatszínek | Csapatszínek |
| Csapatszínek |              |              |
| Csapatszínek |              |              |
|              |              |              |
| Észtország   |              |              |

| Csapatszínek | Csapatszínek | Csapatszínek |
| Csapatszínek |              |              |
| Csapatszínek |              |              |
|              |              |              |
| Magyarország |              |              |

## Tabella a mérkőzés után
További eredmény a fordulóban
| 2018. október 15. | Finnország | 2 – 0 | Görögország |

A C liga 2. csoport állása a forduló után
| Csapat       | M | Gy | D | V | G+ | G– | Gk | P  |
| ------------ | - | -- | - | - | -- | -- | -- | -- |
| Finnország   | 4 | 4  | 0 | 0 | 5  | 0  | +5 | 12 |
| Görögország  | 4 | 2  | 0 | 2 | 3  | 4  | –1 | 6  |
| Magyarország | 4 | 1  | 1 | 2 | 5  | 6  | –1 | 4  |
| Észtország   | 4 | 0  | 1 | 3 | 3  | 6  | –3 | 1  |

      Feljut a 2020–2021-es B ligába
      Lehetséges kieső a 2020–2021-es D ligába
      Kiesik a 2020–2021-es D ligába
Sorrend meghatározása: pontazonosság esetén a csoporton belül az alábbi sorrendben határozzák meg a sorrendet: 1. az egymás elleni eredmények (1a. pont, 1b. gólkülönbség, 1c. szerzett gól, 1d. idegenben szerzett gól), 2. a gólkülönbség (2a. összesített gólkülönbség, 2b. összes szerzett gól, 2c. összes idegenbeli szerzett gól), 3. a győzelmek száma (3a. az összes győzelem, 3b. az idegenbeli győzelmek száma), 4. a fair play versengés, illetve az 5. UEFA-koefficiens.
Feljutás: A B-, a C- és a D-liga négy csoportelsője egy osztállyal feljebb lép;
Kiesés: Az A-, a B- és a C-liga négy csoportutolsója egy osztállyal lejjebb folytatja (pontosabban: a C-ligából – az eltérő létszámú csoportok miatt – a három négyes csoport utolsó helyezettje mellett a négy csoportharmadik egyike, a legkevesebb pontot szerző válogatott esik ki);
Az A-liga négy csoportelsője bejut a Nemzetek Ligája négyes döntőjébe, amelyet 2019 júniusában rendeznek meg;
Mindegyik ligából négy válogatott jogot szerez a 2020-as Európa-bajnokság 2020. tavaszi pótselejtezőjében való részvételre; a jog alapvetően a 16 csoportelsőt illeti meg, ám ha ők időközben sikerrel teljesítik az Eb-selejtezőt (2019), a pótselejtező helyeit az addigi NL-teljesítmény alapján feltöltik, lehetőleg ligákon belül.

## Örökmérleg a mérkőzés után
| Magyarország |           | Észtország |
| ------------ | --------- | ---------- |
| 3            | Győzelem  | 1          |
| 1            | Döntetlen | 1          |
| 14           | Gólok     | 5          |
| 7/10         | Pontok    | 3/10       |
| 70,0%        | %         | 30,0%      |

A táblázatban a győzelemért 2 pontot számoltunk el.

## Nemzetek Ligája statisztikák

### Gólok és figyelmeztetések
A magyar válogatott játékosainak góljai és figyelmeztetései a 2018–2019-es UEFA Nemzetek Ligája sorozatban.
Csak azokat a játékosokat tüntettük fel a táblázatban, akik legalább egy gólt szereztek vagy legalább egy figyelmeztetést kaptak.
A játékosok vezetéknevének abc-sorrendjében.
| Mérkőzés            | Mérkőzés    | Mérkőzés    | Mérkőzés    | Mérkőzés    | Mérkőzés    | Mérkőzés    | FIN–HUN     | HUN–GRE         | GRE–HUN     | EST–HUN         | HUN–EST     | HUN–FIN     |
| Végeredmény         | Végeredmény | Végeredmény | Végeredmény | Végeredmény | Végeredmény | Végeredmény | 1 – 0       | 2 – 1           | 1 – 0       | 3 – 3           |             |             |
| Játékos             | Gól         | GP          |             |             |             | KM          | 2018.09.08. | 2018.09.11.     | 2018.10.12. | 2018.10.15.     | 2018.11.15. | 2018.11.18. |
| ------------------- | ----------- | ----------- | ----------- | ----------- | ----------- | ----------- | ----------- | --------------- | ----------- | --------------- | ----------- | ----------- |
| Bese Barnabás       | 0           | 1           | 0           | 0           | 0           | 0           |             | GP              |             |                 |             |             |
| Fiola Attila        | 0           | 0           | 2           | 0           | 0           | 1           | Sárga lap   |                 | Sárga lap   | X               |             |             |
| Kalmár Zsolt        | 0           | 0           | 1           | 0           | 0           | 0           |             |                 | Sárga lap   |                 |             |             |
| Kádár Tamás         | 0           | 0           | 1           | 0           | 0           | 0           | Sárga lap   |                 |             |                 |             |             |
| Kleinheisler László | 1           | 1           | 1           | 0           | 0           | 0           |             | Gól             | Sárga lap   | GP              |             |             |
| Kovács István       | 0           | 2           | 1           | 0           | 0           | 0           |             | GP              | Sárga lap   | GP              |             |             |
| Lovrencsics Gergő   | 0           | 0           | 1           | 0           | 0           | 0           | Sárga lap   |                 |             |                 |             |             |
| Nagy Ádám           | 0           | 0           | 1           | 0           | 0           | 0           |             |                 | Sárga lap   |                 |             |             |
| Nagy Dominik        | 1           | 0           | 1           | 0           | 0           | 0           |             |                 |             | Gól · Sárga lap |             |             |
| Pátkai Máté         | 0           | 0           | 1           | 0           | 0           | 0           |             |                 |             | Sárga lap       |             |             |
| Sallai Roland       | 1           | 1           | 1           | 0           | 0           | 0           |             | Gól · Sárga lap |             | GP              |             |             |
| Szalai Ádám         | 2           | 0           | 1           | 0           | 0           | 0           | Sárga lap   |                 |             | Gól · Gól       |             |             |
| Összesen            | 5           | 5           | 12          | 0           | 0           | 1           |             |                 |             |                 |             |             |

Jelmagyarázat:  = szerzett gól;  = szerzett gól büntetőből;  = szerzett öngól; GP = gólpassz; = sárga lapos figyelmeztetés;  = egy mérkőzésen 2 sárga lap utáni azonnali kiállítás;  = piros lapos figyelmeztetés, azonnali kiállítás;X = eltiltás; KM = eltiltás miatt kihagyott mérkőzések száma (két sárga lap után automatikusan ki kell hagynia egy mérkőzést a játékosnak)

## Összes mérkőzés
Az alábbi táblázatban a magyar labdarúgó-válogatott az észt labdarúgó-válogatott elleni összes hivatalos mérkőzését tüntettük fel, időrendi sorrendben. Egy-egy összecsapást az eredmény oszlopban az adott mérkőzésre kattintva részletesebben is megnézhet.
      Győzelem
      Döntetlen
      Vereség
| No.       | Dátum         | Helyszín                        | Nézőszám | Kiírás                   | Eredmény                          | Gólszerző(k)                                                                 |
| --------- | ------------- | ------------------------------- | -------- | ------------------------ | --------------------------------- | ---------------------------------------------------------------------------- |
| 1. (778.) | 2003. 11. 19. | Budapest, Üllői úti stadion     | 457      | barátságos               | Magyarország–Észtország 0–1 (0–0) | Rooba 87'                                                                    |
| 2. (793.) | 2004. 12. 02. | Bangkok, Racsamangala Stadion   | 153      | barátságos (Király Kupa) | Magyarország–Észtország 5–0 (4–0) | Rósa 12', Reinumäe 14', Kerekes Zs. 19', Rajczi 25', Pollák 63'              |
| 3. (873.) | 2012. 10. 12. | Tallinn, A. Le Coq Aréna        | 5.661    | vb-selejtező             | Észtország–Magyarország 0–1 (0–0) | Hajnal 47'                                                                   |
| 4. (882.) | 2013. 09. 10. | Budapest, Puskás Ferenc Stadion | 10.000   | vb-selejtező             | Magyarország–Észtország 5–1 (3–0) | Klavan 11', Hajnal 21', Böde 41', Németh K. 69', Dzsudzsák 85' ill. Kink 48' |
| 5. (931.) | 2018. 10. 15. | Tallinn, A. Le Coq Aréna        | 3.043    | Nemzetek Ligája          | Észtország–Magyarország 3–3 (1–1) | Nagy D. 24', Szalai 54' • 81' ill. Luts 20', Pátkai 70', Anier 79'           |
| 6. (932.) | 2018. 11. 15. | Budapest, Groupama Aréna        |          | Nemzetek Ligája          | Magyarország–Észtország           | [ 12 ]                                                                       |